# Супервелеслалом
Супервелеслалом или Супер-Г (скраћеница на енглеском од "Super Giant Slalom") је алпска скијашка дисциплина која је посебна на тај начин да је бржа од велеслалома и спада у брзе скијашке дисциплине, попут још бржег спуста.
Размак од капије до капије, а између којих морају пролазити скијаши су већи него у велеслалому, па су и брзине које се постижу веће. Стаза је дужа него у велеслалому, и има мање капија. У овој су дисциплини скијаши, слично као у спусту, у затворенијем, аеродинамичнијем скијашком ставу ("погрбљени"), тј. у положају „жабе“ или „јајета“.
Супервелеслалом је стандардна дисциплина на Светским првенствима, Зимским олимпијским играма, Светском и Европском купу у аплском скијању.